# Frederic (Wisconsin)
Pour les articles homonymes, voir Frederic.
Frederic est un village du comté de Polk, dans l'État du Wisconsin, aux États-Unis. En 2020, il comptait une population de 1 154 habitants.